# Conqueror's Blade
Conqueror's Blade är ett gratis MMO-taktikspel utvecklat av kinesiska Booming Games, publicerad av Mail.ru i Ryssland och My.com i Europa och Nordamerika och publicerat av Booming Games i Sydamerika, MENA (Nordafrika och Mellanöstern), Asien och Stillahavsområdet. Det utspelar sig i en öppen värld inspirerad av medeltida och feodala civilisationer. Spelet kretsar bland annat kring belägring och erövring av territorium från andra spelare i strider online.